# 카롤리니 히베이루
카롤리니 히베이루(Caroline Ribeiro, 1979년 9월 20일 ~ )는 브라질의 모델이다.